# Elke Krystufek
Elke Sylvia Krystufek (* 16. Juli 1970 in Wien) ist bildende Künstlerin, Fotografin, Installationskünstlerin und Autorin in Wien und Berlin.

## Leben
Elke Krystufek studierte an der Akademie der bildenden Künste Wien von 1988 bis 1993 bei Arnulf Rainer und unterrichtete an folgenden Kunstakademien: Gastprofessur an der Kunstuniversität Linz, 2001–2002, Gastprofessur an der Staatlichen Akademie der Bildenden Künste in Karlsruhe, 2005–2006, Professur an der Akademie der Bildenden Künste Wien, 2005–2006. Ihre Arbeit ist ein Forschungsprojekt, das von Strategien in der Bildenden Kunst, Literatur und Mode inspiriert ist, wie zum Beispiel von dem Künstler Josef Albers, dem Schriftsteller H.G. Wells und der Designerin Cathy Pill.

## Arbeit

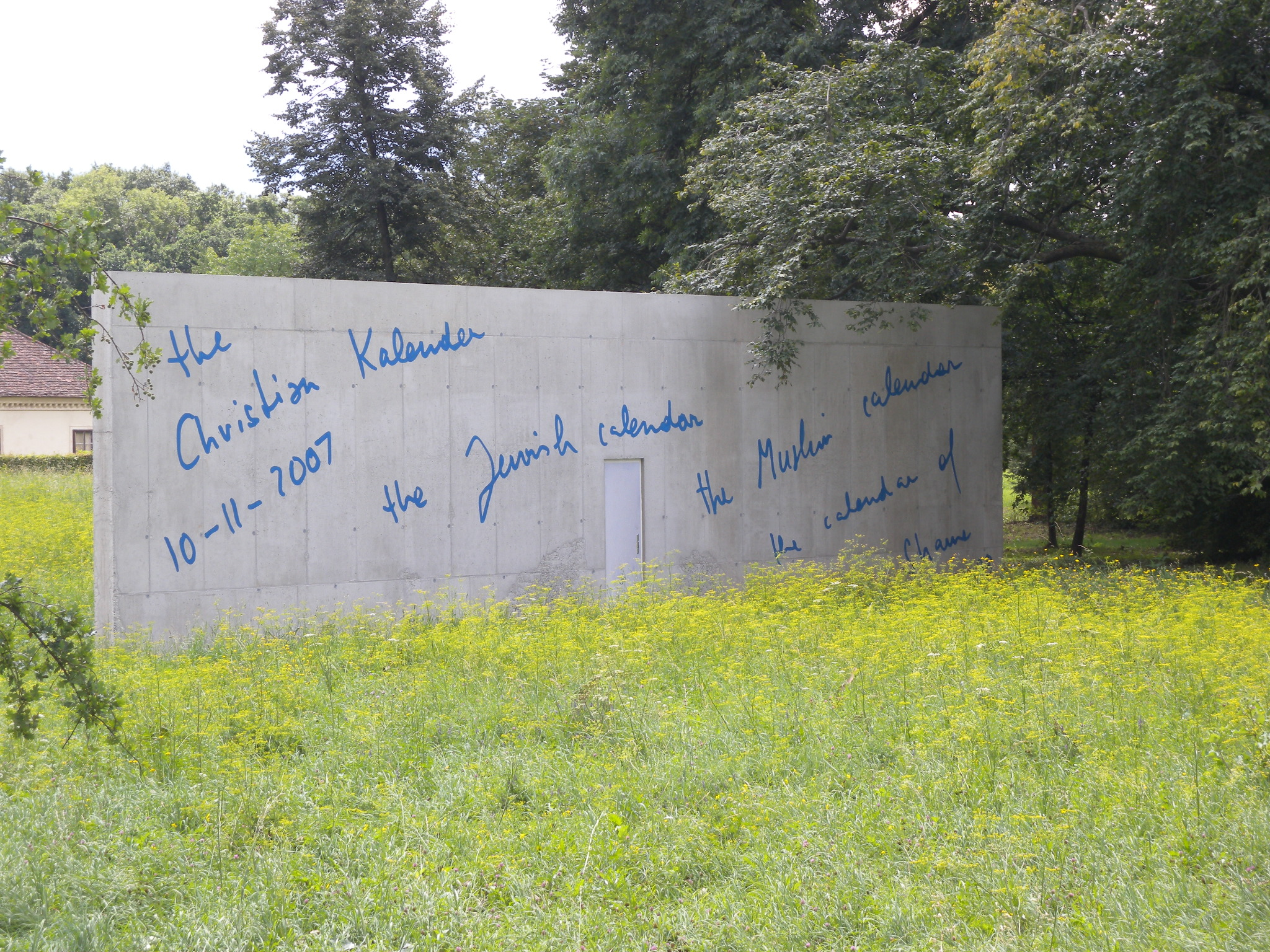
Wall of Silence

Elke Krystufek ist bildende Künstlerin und Autorin. Seit ihrer ersten großen Einzelausstellung in der Wiener Secession im Jahr 1997 arbeitet sie zum Thema Archiv. Ihr dort ausgestellter Bilderatlas von postkartengroßen Photographien mit dem Titel I am your mirror nahm Anleihen bei Nan Goldin und Gerhard Richter. Mit der Ausstellung Liquid Logic im MAK unter der damaligen Direktion von Peter Noever, der ihr Zugang zu allen Museumsdepots gewährte, zog sie Vergleiche zwischen einer thematisch angeordneten Auswahl von zum Teil noch nie gezeigten Stücken aus den Depots und der Biographie des 1975 verschwundenen holländisch-amerikanischen Künstlers Bas Jan Ader. Ausschnitte eines Spielfilms, den sie im Zusammenhang mit der Ausstellung auf der Osterinsel drehte, sind im Zusammenhang mit einem Vortrag der Künstlerin im Brooklyn Museum in New York auf YouTube zu sehen. 2009 repräsentierte sie Österreich im Österreichischen Pavillon bei der 53. Biennale Venedig zusammen mit Dorit Margreiter und Franziska und Lois Weinberger, wo sie sich mit dem kunsthistorisch seltenen Phänomen eines von einer heterosexuellen Frau gemalten männlichen Aktmodels und Friedrich Wilhelm Murnaus letztem Film Tabu auseinandersetzte.
Seit der Einzelausstellung im Februar 2011 verwaltet Susanne Vielmetter Los Angeles Projects einen Teil des Elke Silvia Krystufek Archivs zum Thema Immigration. Am 13. April 2011 wurde das Theaterstück „Hub“ von Elke Krystufek in der Garage X, Theater am Petersplatz in Wien uraufgeführt. Am 27. Mai 2011 wurde die erste Arbeit der Künstlerin im öffentlichen Raum, die Außenskulptur Wall of Silence im Schlosspark von Grafenegg auf Wunsch von Tassilo Metternich-Sándor zerstört. Eine Dokumentation der Zerstörung und ein Fragment der Skulptur sind als Schenkung der Künstlerin im Niederösterreichischen Landesmuseum archiviert.
Im Dezember 2009 erfolgte die Gründung des Elke Silvia Krystufek Archivs. Seitdem fanden zahlreiche von der Künstlerin kuratierte Ausstellungen aus dem Archiv in internationalen Galerien und Institutionen statt. Ab November 2011 verwendet die Künstlerin ausschließlich für die von ihr kuratierten Projekte einen neuen Künstlerinnennamen: Elke Silvia Krystufek als eigenes Kunstwerk. Der Name wird nur für Werke verwendet, die auch mit diesem Namen signiert sind oder durch ein von der Künstlerin unterschriebenes Zertifikat zertifiziert sind. Die meisten Werke aus dieser Zeit sind mit einem arabischen Schriftzug signiert, da sich Elke Silvia Krystufek seit Januar 2010 vorrangig mit dem Islam auseinandersetzt. Nach der kurzfristigen Absage der Ausstellung HARMONIE 20 im Haus am Waldsee in Berlin im September 2012 durch die Künstlerin gründete sie den Salon Jirout in Berlin und in weiterer Folge die One Gallery mit internationalem Programm. Für Juwelier Koechert wurde von Elke Silvia Krystufek ein Goldring für die Ausstellung 200 Jahre Juwelier Koechert Juwelier der Kaiser entworfen. Im November 2014 wechselte Elke Silvia Krystufek zum zweiten Mal ihre Vertretung in Österreich. Nachdem Georg Kargl von der Galerie Kargl 2008 wegen Verweigerung der Rückgabe von Werken rechtskräftig verurteilt worden war, war sie Ende 2008 zu Galerie Meyer Kainer gewechselt und von dort wegen fehlender Präsentation ihrer Werke auf in- und ausländischen Kunstmessen Ende 2014 zu Galerie Charim.

## Ausgewählte Einzelausstellungen
- 1997: I Am Your Mirror, Secession, Wien
- 2000: Nobody Has To Know, Portikus, Frankfurt am Main
- 2003: Naked and Mobile, Sammlung Essl, Klosterneuburg
- 2004: Der soziographische Blick: Blick / View #6 – Elke Krystufek. The constant lover – Faster Than The Speed of Light, Kunstraum Innsbruck
- 2005: Elke Krystufek Proper Use, MDD – Museum Dhondt-Dhaenens, Deurle
- 2006/07: Liquid Logic – The height of knowledge and the speed of thought, Museum für angewandte Kunst (Wien)
- 2008: Für das Glück zuständig, CAMERA AUSTRIA, Graz
- 2009: the female gaze at the male or unmale man, Galerie Meyer Kainer, Wien
- 2009/10: Less Male Art, Kestnergesellschaft, Hannover
- 2011: Locals and Immigrants , Susanne Vielmetter Los Angeles Projects
- 2011: HARMONIE 2, Vegas Gallery, London
- 2011: HARMONIE 3, The Box Gallery, Los Angeles
- 2012: HARMONIE 5, Galerie Nicola Von Senger, Zürich
- 2012: HARMONIE 8, Le Confort Moderne, Poitiers
- 2013: HARMONIE 26, Salon Jirout, Berlin
- 2013: HARMONIE 20, Büro Weltausstellung und Kunst am Schauplatz, Wien
- 2013: HARMONIE 360, Hausmuseum Dr. Otmar Rychlik, Gainfarn
- 2014: HARMONIE 19, Galerie Meyer Kainer, Wien
- 2014: HARMONIE 98, Büro Weltausstellung und One Gallery, Wien
- 2014: HARMONIE 32, Galerie Nicola von Senger, Zürich
- 2015: Mode, Combinat, Wien
- 2018: Luxus, W&K – Wienerroither & Kohlbacher, Wien

## Auszeichnungen
- 2003: Preis der Stadt Wien für Bildende Kunst
- Sven Daalsgaard Price

## Veröffentlichungen
- NEIN. Camera Austria, Graz 2008.
- HARMONIE 360. Edition KunstAgentur 2013